# Beša (okres Levice)
Beša je obec na Slovensku v okrese Levice. První zmínky o obci jsou z roku 1292. Okolí vesnice je bohaté na archeologické nálezy, roku 1902 zde byly nalezeny nejzachovalejší pozůstatky kostry mamuta na Slovensku. Nachází se zde římskokatolický barokní kostel sv. Anny. Obec má 638 obyvatel (k 31. 12. 2017). Ke slovenské národnosti se v obci hlásí 53,2 % obyvatel, k maďarské 40,2 % obyvatel a k romské národnosti 5,5 % obyvatel. Průměrný věk obyvatel je 39,65 let.